# Municipalità distrettuale di Motheo
La municipalità distrettuale di Motheo (in inglese Motheo District Municipality) era un distretto della provincia di Free State e il suo codice di distretto era DC17; è stato soppresso nel 2011, quando è stato accorpato con la municipalità locale di Mangaung per costituire la municipalità metropolitana di Mangaung.
La sede amministrativa e legislativa era la città di Bloemfontein e il suo territorio si estendeva su una superficie di 13.997 km².

## Geografia fisica

### Confini
La  municipalità distrettuale di Motheo confinava a nord con quelle di Lejweleputswa e Thabo Mofutsanyane, a est con il Lesotho e a sud e a ovest con quella di Xhariep.

### Suddivisione amministrativa
Il distretto era suddiviso in 3 municipalità locali:
- Mangaung
- Mantsopa
- Naledi